# Silvaine Arabo
 (février 2023).
Pour les articles homonymes, voir Arabo.
Silvaine Arabo, née à Saint Jean d'Angely, Charente-Maritime, en 1945, est une directrice de maison d'édition, une poète et une plasticienne française.   

## Biographie
Silvaine Arabo a commencé sa carrière comme professeure de Lettres puis chef d’établissement scolaire. Elle fut directrice littéraire et administrative des Éditions de l'Atlantique, et  a créé en 2001 la revue "de poésie d'art et de réflexion" Saraswati. Poète (une quarantaine de recueils de poèmes publiés de 1967 à 2021 ; traduite en anglais, espagnol, roumain, hindi, tchèque) et philosophe (trois recueils d'aphorismes et deux essais), elle se consacre également à la création picturale,. Elle est actuellement directrice littéraire des Éditions Alcyone .
Silvaine Arabo conduit par ailleurs un travail de plasticienne. Elle utilise différentes matières (huile, acrylique, pastel, fusain…) et pratique diverses techniques (collage, dessin, peinture, encre, techniques mixtes, photo). S.A. a exposé à Paris (Galeries du Marais À Part et Thuillier, Orangerie du Sénat - Prix d'honneur pour sa toile Icare), en province et à l'étranger (Chine et Japon où elle a remporté trois Prix d'honneur pour ses encres). Elle a fait paraître plusieurs livres d’art et a orné de ses encres les recueils de nombreux poètes contemporains,,.

## Publications en anthologie (sélection)
- Mille poètes un poème, éditions L'Arbre à Parole
- Soif de Mots, éditions du Brontosaure
- Ombres, Expression culturelle éditeur, 1998
- Lendemain, Expression culturelle éditeur, 1999
- L'Anthologie des deux siècles, édition Les Dossiers d'Aquitaine, 1999
- 231 poètes d'Europoésie, 2000
- Devant le monde, le poète, éditions Alzieu, 2000